# Zhang Guowei (fond)
Ne doit pas être confondu avec Zhang Guowei.
Zhang Guowei (né le 27 avril 1959) est un athlète chinois spécialiste des courses de fond. 

## Carrière

### Palmarès
| Année | Compétition         | Lieu      | Résultat | Épreuve  | Performance    |
| ----- | ------------------- | --------- | -------- | -------- | -------------- |
| 1982  | Jeux asiatiques     | New Delhi | 2e       | 5 000 m  | 13 min 58 s 09 |
| 1982  | Jeux asiatiques     | New Delhi | 1er      | 10 000 m | 29 min 37 s 56 |
| 1983  | Championnats d’Asie | Koweït    | 1er      | 5 000 m  | 14 min 07 s 72 |
| 1983  | Championnats d’Asie | Koweït    | 1er      | 10 000 m | 29 min 45 s 41 |
| 1985  | Championnats d’Asie | Djakarta  | 1er      | 10 000 m | 29 min 58 s 73 |
| 1989  | Championnats d’Asie | New Delhi | 1er      | 5 000 m  | 13 min 52 s 37 |
| 1989  | Championnats d’Asie | New Delhi | 2e       | 10 000 m | 29 min 14 s 01 |
| 1990  | Jeux asiatiques     | Pékin     | 3e       | 5 000 m  | 13 min 52 s 12 |
| 1990  | Jeux asiatiques     | Pékin     | 3e       | 10 000 m | 29 min 01 s 13 |

### Records
| Épreuve       | Performance    | Lieu  | Date            |
| ------------- | -------------- | ----- | --------------- |
| 5 000 mètres  | 13 min 31 s 01 | Wuhan | 11 juillet 1986 |
| 10 000 mètres | 28 min 24 s 85 | Kōbe  | 29 avril 1986   |